# Chợ Seomun
Chợ Seomun là chợ đường phố truyền thống lớn nhất ở Daegu, Hàn Quốc, bao gồm hơn 4.000 cửa hàng. Chợ Seomun đặc biệt được biết đến là một nguồn cung cấp cho dịch vụ dệt vải và may mặc, đây một thành phần quan trọng của ngành công nghiệp thời trang Daegu. 
Tên gọi "Seomun" có nghĩa là "cổng phía tây" và ám chỉ đến vị trí của chợ nằm ngay bên ngoài cổng phía tây của Lâu đài Daegu, lâu đài bị phá hủy vào năm 1907. Đây cũng là một trong những khu chợ lâu đời nhất của đất nước, chợ được tổ chức 5 ngày trong khu vực vào cuối Triều đại Joseon. Trong những năm cuối của Joseon, chợ Seomun là một trong ba chợ lớn nhất nước này. Chợ được thành lập theo hình thức hiện tại của nó vào năm 1920.

Mặc dù một phần của chợ nằm trong không gian mở hoặc các tòa nhà nhỏ, hầu hết các cửa hàng đều nằm trong các tòa nhà lớn chứa hàng trăm hoặc hàng nghìn cửa hàng riêng lẻ. Tòa nhà lớn nhất trong số này là Tòa nhà 2, đã bị phá hủy bởi hỏa hoạn vào cuối tháng 12 năm 2005. Kế hoạch xây dựng lại Tòa nhà 2, nơi chiếm đa số các cửa hàng bán vải vẫn đang được thực hiện. Có bốn khu tòa nhà phức hợp khác và hai khu mua sắm lớn khác. Đường phố bên trong khu vực chợ cũng có một số lượng lớn các quầy bán thức ăn trong nhà và ngoài trời phục vụ món cá và các món ăn truyền thống.

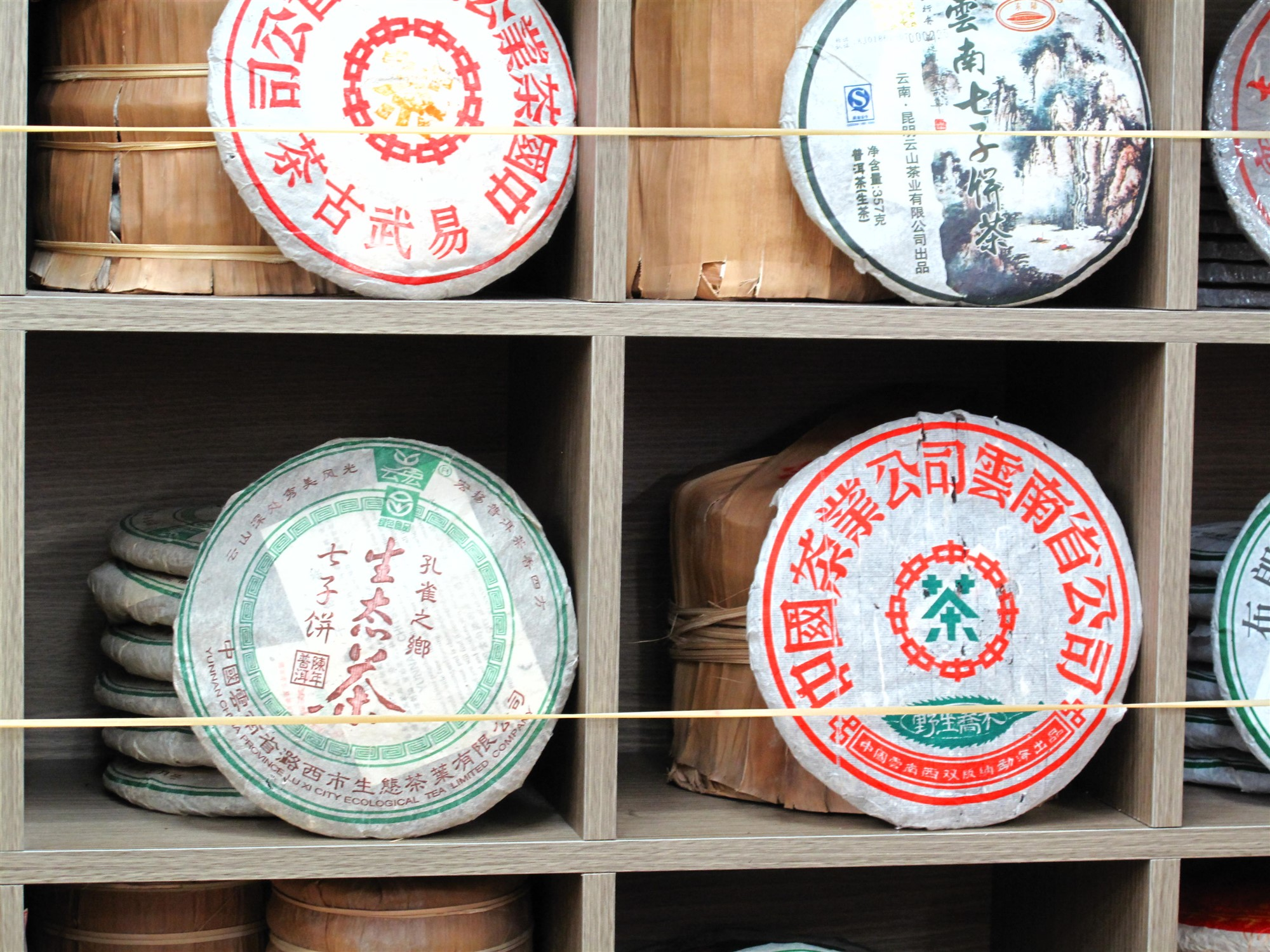
Trà của Trung Quốc được bày bán trong chợ Seomun.

Có thể đến được chợ Seomun bằng Ga Sinnam trên Tàu điện ngầm Daegu tuyến 2 và Ga chợ Seomun trên Tàu điện ngầm Daegu tuyến 3.
Vào ngày 30 tháng 11 năm 2016, một vụ cháy lớn đã phá hủy tất cả các cửa hàng trong chợ.